# 沙溪大屠殺

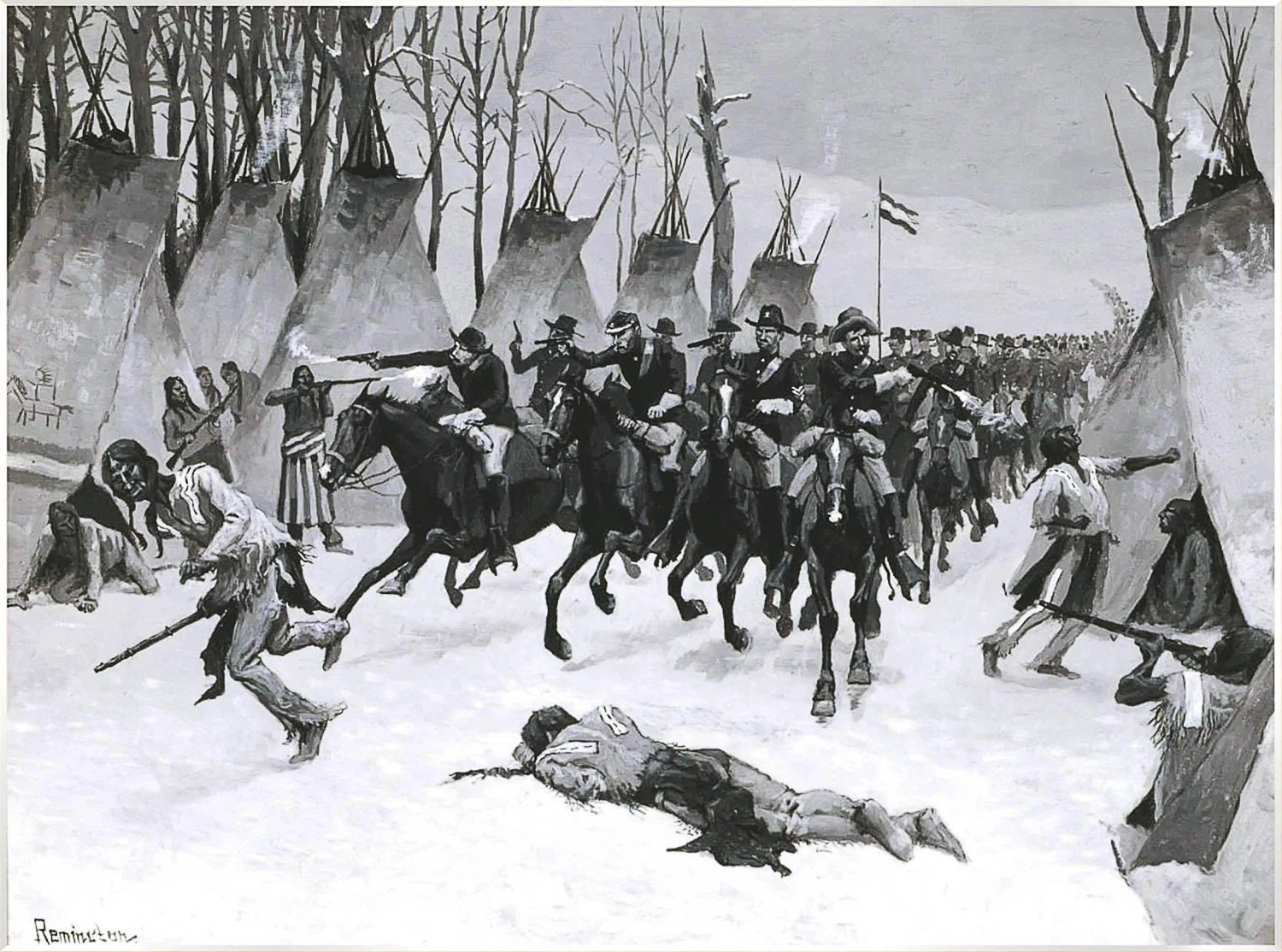
沙溪大屠殺

沙溪大屠殺（英語：Sand Creek Massacre），又稱奇溫頓大屠殺（Chivington Massacre），沙溪戰役（Battle of Sand Creek），夏安族印第安人屠殺事件（Massacre of Cheyenne Indians），在北美印第安戰爭期間發生的一起戰爭犯罪事件。

## 事件經過
1864年11月29日，約700名隸屬於科羅拉多州第三騎兵軍團的士兵，無預警襲擊了居住在科羅拉多州南方印地安保留地的一個印第安人聚落。當地居住了約200餘名夏安族及阿拉帕霍族（Arapaho）居民，這些居民遭到軍隊的屠殺。這次攻擊事件，估計造成70名至163名印第安人死亡，其中三分之二是婦女及小孩。許多印第安人在死亡後遭到肢解，其頭皮及身體各部位器官被美軍士兵當成戰利品，做成飾品來使用。
這起事件發生的地點，現今被指定為美國國家歷史遺址。